# Tetragnatha argyroides
Tetragnatha argyroides este o specie de păianjeni din genul Tetragnatha, familia Tetragnathidae, descrisă de Mello-leitao, 1945. Conform Catalogue of Life specia Tetragnatha argyroides nu are subspecii cunoscute.